# Chrono des Nations-Les Herbiers-Vendée féminin 2023
La 36e édition du Chrono des Nations-Les Herbiers-Vendée féminin a eu lieu le 15 octobre 2023. La course fait partie du calendrier international féminin UCI 2023 en catégorie 1.1. Elle est remportée par l'Autrichienne Anna Kiesenhofer.

## Classements

### Classement final
| \| Classement général \| Classement général \| Classement général \| Classement général \| Classement général \| \| Coureuse \| Coureuse \| Pays \| Équipe \| Temps \| \| ------------------ \| ----------------------- \| ------------------ \| -------------------------- \| ------------------ \| \| 1re \| Anna Kiesenhofer \| Autriche \| Israel-Premier Tech Roland \| 36 min 23 s \| \| 2e \| Christina Schweinberger \| Autriche \| Fenix-Deceuninck \| + 1 s \| \| 3e \| Valeriya Kononenko \| Ukraine \| Colnago CM Team \| + 19 s \| \| 4e \| Elena Hartmann \| Suisse \| Israel-Premier Tech Roland \| + 33 s \| \| 5e \| Amber Neben \| États-Unis \| \| + 42 s \| \| 6e \| Loes Adegeest \| Pays-Bas \| FDJ-Suez \| + 48 s \| \| 7e \| Eugenia Bujak \| Slovénie \| UAE Team ADQ \| + 1 min 01 s \| \| 8e \| Dana Rožlapa \| Lettonie \| Keukens Redant \| + 1 min 05 s \| \| 9e \| Coralie Demay \| France \| St Michel-Mavic-Auber 93 \| + 1 min 38 s \| \| 10e \| Marie Le Net \| France \| FDJ-Suez \| + 1 min 39 s \| |                         |            |                            |              |
| |                         |            |                            |              |
| |                         |            |                            |              |
| Classement général |                         |            |                            |              |
| Coureuse | Coureuse                | Pays       | Équipe                     | Temps        |
| 1re | Anna Kiesenhofer        | Autriche   | Israel-Premier Tech Roland | 36 min 23 s  |
| 2e | Christina Schweinberger | Autriche   | Fenix-Deceuninck           | + 1 s        |
| 3e | Valeriya Kononenko      | Ukraine    | Colnago CM Team            | + 19 s       |
| 4e | Elena Hartmann          | Suisse     | Israel-Premier Tech Roland | + 33 s       |
| 5e | Amber Neben             | États-Unis |                            | + 42 s       |
| 6e | Loes Adegeest           | Pays-Bas   | FDJ-Suez                   | + 48 s       |
| 7e | Eugenia Bujak           | Slovénie   | UAE Team ADQ               | + 1 min 01 s |
| 8e | Dana Rožlapa            | Lettonie   | Keukens Redant             | + 1 min 05 s |
| 9e | Coralie Demay           | France     | St Michel-Mavic-Auber 93   | + 1 min 38 s |
| 10e | Marie Le Net            | France     | FDJ-Suez                   | + 1 min 39 s |

### Points UCI
| Position           | 1er | 2e | 3e | 4e | 5e | 6e | 7e | 8e | 9e | 10e | 11e | 12e | 13e à 15e | 16e à 25e |
| Classement général | 125 | 85 | 70 | 60 | 50 | 40 | 35 | 30 | 25 | 20  | 15  | 10  | 5         | 3         |